# Batu Berian
Batu Berian is een bestuurslaag in het regentschap Natuna van de provincie Riau-archipel, Indonesië. Batu Berian telt 603 inwoners (volkstelling 2010).